# SN 1987L
SN 1987L – supernowa typu Ia odkryta 20 lipca 1987 roku w galaktyce NGC 2336. W momencie odkrycia miała maksymalną jasność 13,20m.